# República Socialista da Bósnia e Herzegovina
A República Socialista da Bósnia e Herzegovina (Servo-croata: Socijalistička Republika Bosna i Hercegovina / Социјалистичка Pепублика Босна и Херцеговина), comumente referida como RS da Bósnia ou simplesmente Bósnia, foi um dos seis estados federais constituintes que formaram a República Socialista Federativa da Iugoslávia. Foi um antecessor da Bósnia e Herzegovina moderna, existindo entre 1945 e 1992, sob vários nomes formais diferentes, incluindo Bósnia e Herzegovina Democrática (1943–1946) e República Popular da Bósnia e Herzegovina (1946–1963).
Dentro da Iugoslávia, a Bósnia e Herzegovina era um estado federal único, sem nenhum grupo étnico dominante, como era o caso de outros estados constituintes, todos eles também estados-nação dos grupos étnicos eslavos do sul da Iugoslávia. Foi administrado sob termos estritos do consociacionalismo sancionado, conhecido localmente como "chave étnica" ou "chave nacional" (em servo-croata:  etnički/nacionalni ključ), com base no equilíbrio da representação política dos 3 maiores grupos étnicos (muçulmanos bósnios,  croatas e sérvios).
Sarajevo serviu como capital durante toda a sua existência e permaneceu como capital após a independência. A República Socialista foi dissolvida em 1990, quando abandonou as suas instituições socialistas e adoptou instituições liberais, como a República da Bósnia e Herzegovina, que declarou independência da Iugoslávia em 1992. O Governo da Bósnia e Herzegovina esteve, até 20 de dezembro de 1990, no controle exclusivo da Liga dos Comunistas da Bósnia e Herzegovina, o ramo bósnio da Liga dos Comunistas da Iugoslávia.
As fronteiras da República Socialista da Bósnia e Herzegovina eram quase idênticas às do Condomínio da Bósnia e Herzegovina durante o período de domínio austro-húngaro que durou até 1918. Nesse ano a Bósnia tornou-se parte do Reino dos Sérvios, Croatas e Eslovenos e dividida em várias banovinas (unidades administrativas regionais), nomeadamente partes de Vrbas, Drina, Zeta e Croácia. Com o estabelecimento de uma República Popular, as suas fronteiras modernas foram delineadas.

## Nome
Em abril de 1945 no Conselho Estatal Antifascista para a Libertação Nacional da Bósnia e Herzegovina (ZAVNOBiH), seu nome foi formalizado como Estado Federal da Bósnia e Herzegovina (Servo-croata: Federalna Država Bosna i Hercegovina / Федерална Држава Босна и Херцеговина), uma unidade constituinte da Iugoslávia Federal Democrática. Com a Iugoslávia Federal Democrática mudando seu nome para República Popular Federal da Iugoslávia em 29 de novembro de 1945, bem como a promulgação da Constituição Iugoslava de 1946 dois meses depois, em janeiro, suas unidades constituintes também mudaram seus respectivos nomes. A Bósnia e Herzegovina tornou-se assim conhecida como República Popular da Bósnia e Herzegovina (Narodna Republika Bosna i Hercegovina / Народна Република Босна и Херцеговина). 
Este sistema constitucional perdurou até a Constituição Iugoslava de 1963. Em 7 de abril de 1963, a Iugoslávia foi reconstituída como República Socialista Federativa da Iugoslávia, e a República Popular da Bósnia e Herzegovina mudou seu nome para República Socialista da Bósnia e Herzegovina (Socijalistička Republika Bosna i Hercegovina / Социјалистичка Република Босна и Херцего). 
Após a independência, em 1 de março de 1992, o país foi renomeado para República da Bósnia e Herzegovina. Após o Acordo de Dayton que estava em vigor, tornou-se simplesmente um estado federado conhecido como Bósnia e Herzegovina em 1997. 

## História
Devido à sua posição geográfica central dentro da federação iugoslava, a Bósnia do pós-guerra foi estrategicamente seleccionada como base para o desenvolvimento da indústria de defesa militar.  Isto contribuiu para uma grande concentração de armas e militares na Bósnia; um factor significativo na Guerra da Bósnia que se seguiu à dissolução da Iugoslávia na década de 1990. Contudo, a existência da Bósnia na Iugoslávia, em grande parte, foi pacífica e próspera. Sendo uma das repúblicas mais pobres no início da década de 1950, recuperou rapidamente economicamente, aproveitando os seus extensos recursos naturais para estimular o desenvolvimento industrial. A doutrina comunista jugoslava de “fraternidade e unidade” adequava-se particularmente à sociedade diversificada e multiétnica da Bósnia que, devido a um tal sistema de tolerância imposto, prosperou cultural e socialmente. As melhorias na tolerância cultural em toda a Bósnia e Herzegovina culminaram com a seleção de Sarajevo para acolher os Jogos Olímpicos de Inverno de 1984. 

### Política
Embora considerado um retrocesso político da federação durante grande parte dos anos 50 e 60, os anos 70 viram a ascensão de uma forte elite política bósnia. Enquanto trabalhavam dentro do sistema comunista, políticos como Džemal Bijedić, Branko Mikulić e Hamdija Pozderac reforçaram e protegeram a soberania da Bósnia e Herzegovina. Os seus esforços revelaram-se fundamentais durante o período turbulento que se seguiu à morte de Tito em 1980 e são hoje considerados alguns dos primeiros passos para a independência da Bósnia. No entanto, a república dificilmente escapou ilesa do clima cada vez mais nacionalista da época. 
Após a morte de Tito em 1980, as ideias nacionalistas emergentes, notadas principalmente na academia sérvia, pressionaram a Bósnia a lidar com as alegações de crescente nacionalismo na sua própria sociedade. Um dos eventos mais controversos levados a cabo por uma liderança política bósnia foi o chamado processo de Sarajevo em 1983, onde, sob pressão significativa da liderança política da Sérvia, a elite política bósnia usou a sua influência para garantir a condenação de vários nacionalistas bósnios como uma espécie de um sacrifício político para ganhar pontos políticos na luta contra os nacionalistas sérvios. 
O processo de Sarajevo centrou-se na condenação de Alija Izetbegović por escrever "A Declaração Islâmica", uma obra literária que foi considerada no regime comunista jugoslavo uma abordagem radical aos ideais socialistas da ex-Jugoslávia que se baseavam na supressão do nacionalismo e qualquer violação dessa doutrina foi punível por lei. Tais julgamentos no regime comunista eram bastante comuns e uma prática típica de supressão do direito à liberdade de expressão. Os políticos bósnios usaram esta prática para reafirmar a sua oposição política às tendências nacionalistas sérvias e, em particular, à política de Slobodan Milošević, que tentava reverter as alterações constitucionais da década de 1970 que concederam aos bósnios o estatuto de etnia constituinte. 
O tiro também saiu pela culatra, pois o lobby sérvio insistiu que a Bósnia era uma "nação obscura", onde todos aqueles que se opõem ao governo serão processados, enquanto os comunistas muçulmanos bósnios processavam crentes muçulmanos. Esse tipo de propaganda atraiu muitos muçulmanos bósnios para a sua forma de pensar. Outros interpretavam o processo de Sarajevo como uma forma de afastar os amadores políticos que poderiam acabar por perturbar o processo de independência da Bósnia. 

### A situação pré-guerra na Bósnia e Herzegovina
Com a queda do comunismo e o início do desmembramento da Iugoslávia, a velha doutrina comunista da tolerância começou a perder a sua força, criando uma oportunidade para os elementos nacionalistas da sociedade espalharem a sua influência. 
Nas primeiras eleições multipartidárias que ocorreram em novembro de 1990 na Bósnia e Herzegovina, venceram os três maiores partidos étnicos do país: o Partido Bósnio de Ação Democrática, o Partido Democrático Sérvio e a União Democrática Croata da Bósnia e Herzegovina. Após as eleições, formaram um governo de coligação. 
Os partidos partilharam o poder segundo linhas étnicas, de modo que o Presidente da Presidência da República Socialista da Bósnia e Herzegovina era um bósnio, o presidente do Parlamento era um sérvio bósnio e o primeiro-ministro um croata bósnio. 

### Rumo à separação
Depois da Eslovénia e da Croácia terem declarado independência da República Federal Socialista da Iugoslávia em 1991, a Bósnia e Herzegovina declarou a sua soberania em Outubro de 1991 e organizou um referendo sobre a independência em Março de 1992. A decisão do Parlamento da República Socialista da Bósnia e Herzegovina de realizar o referendo foi tomada depois de a maioria dos membros sérvios da Bósnia terem abandonado a assembleia em protesto. 
Estes membros da assembleia sérvia-bósnia convidaram a população sérvia-bósnia a boicotar o referendo realizado em 29 de Fevereiro e 1 de Março de 1992. A participação no referendo foi de 64-67% e a votação foi de 98% a favor da independência. A independência foi declarada em 5 de março de 1992 pelo parlamento. O referendo e o assassinato de dois membros sérvios da Bósnia numa procissão de casamento em Sarajevo, no dia anterior ao referendo, foram utilizados pela liderança política sérvia da Bósnia como motivo para iniciar bloqueios de estradas em protesto.  Seguiu-se uma maior deterioração política e social, levando à Guerra da Bósnia. 
A República Socialista da Bósnia e Herzegovina foi renomeada como República da Bósnia e Herzegovina em 8 de abril de 1992,  perdendo o adjetivo "Socialista".  Começou a avançar em direção a um sistema econômico totalmente capitalista. A república manteve símbolos realistas socialistas enquanto se aguarda o fim das Guerras Iugoslavas. A república foi liderada por Alija Izetbegović num ambiente político turbulento. Em 1992, a República declarou independência da República Socialista Federativa da Iugoslávia. 

## Governantes

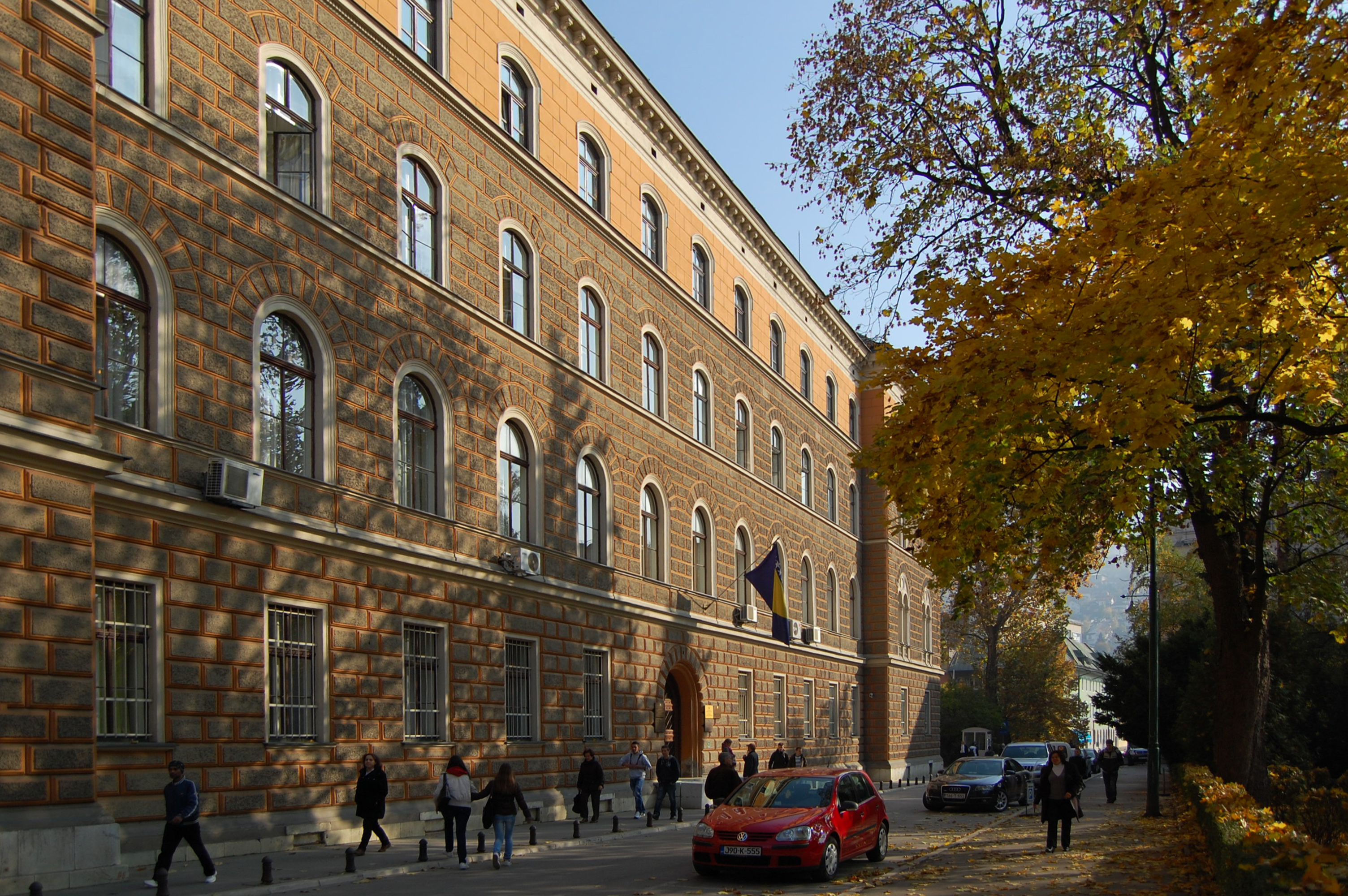
O Edifício da Presidência no centro de Sarajevo

### Presidentes
- Presidente do Conselho Antifascista de Libertação Popular da Bósnia e Herzegovina
  - Vojislav Kecmanović (25 de novembro de 1943 - 26 de abril de 1945)
- Presidentes do Presidium da Assembleia Popular
  - Vojislav Kecmanović (26 de abril de 1945 – novembro de 1946)
  - Đuro Pucar (novembro de 1946 - setembro de 1948)
  - Vlado Šegrt (setembro de 1948 - março de 1953)
- Presidentes da Assembleia Popular
  - Đuro Pucar (dezembro de 1953 - junho de 1963)
  - Ratomir Dugonjić (junho de 1963 - julho de 1967)
  - Džemal Bijedić (1967 – julho de 1971)
  - Hamdija Pozderac (julho de 1971 - maio de 1974)
- Presidentes da Presidência
  - Ratomir Dugonjić (maio de 1974 - abril de 1978)
  - Raif Dizdarević (abril de 1978 – abril de 1982)
  - Branko Mikulić (abril de 1982 - 26 de abril de 1984)
  - Milanko Renovica (26 de abril de 1984 - 26 de abril de 1985)
  - Munir Mesihović (26 de abril de 1985 – abril de 1987)
  - Mato Andrić (abril de 1987 – abril de 1988)
  - Nikola Filipović (abril de 1988 – abril de 1989)
  - Obrad Piljak (abril de 1989 - 20 de dezembro de 1990)
  - Alija Izetbegović (20 de dezembro de 1990 - 8 de abril de 1992)

### Primeiros-ministros
- Primeiro-ministro da Bósnia e Herzegovina (parte do governo iugoslavo)
  - Rodoljub Čolaković (7 de março de 1945 - 27 de abril de 1945)
- Primeiros-ministros
  - Rodoljub Čolaković (27 de abril de 1945 – setembro de 1948)
  - Đuro Pucar (setembro de 1948 - março de 1953)
- Presidentes do Conselho Executivo
  - Đuro Pucar (março de 1953 - dezembro de 1953)
  - Avdo Humo (dezembro de 1953 – 1956)
  - Osman Karabegović (1956–1963)
  - Hasan Brkić (1963–1965)
  - Rudi Kolak (1965–1967)
  - Branko Mikulić (1967–1969)
  - Dragutin Kosovac (1969 – abril de 1974)
  - Milanko Renovica (abril de 1974 - 28 de abril de 1982)
  - Seid Maglajlija (28 de abril de 1982 – 28 de abril de 1984)
  - Gojko Ubiparip (28 de abril de 1984 - abril de 1986)
  - Josip Lovrenović (abril de 1986 – abril de 1988)
  - Marko Ceranić (abril de 1988 - 20 de dezembro de 1990)
  - Jure Pelivan (20 de dezembro de 1990 - 8 de abril de 1992)